# Công viên Hitachi
Công viên Hitachi hay công viên ven biển Hitachi (国営ひたち海浜公園, Kokuei Hitachi Kaihinkōen?) là một công viên công cộng ở Hitachinaka, Ibaraki, Nhật Bản. Nó có diện tích khoảng 190 ha, với tính năng của công viên hoa nở quanh năm. Công viên đã trở thành một địa điểm nổi tiếng để đi bộ ngắm các loài hoa, với 4,5 triệu bông Nemophila menziesii (|hoa Baby xanh) vào mùa xuân. Ngoài ra, hàng năm công viên có 1 triệu bông hoa Thủy tiên vàng cùng 170 loài hoa tulip và nhiều loại hoa khác. Công viên bao gồm những con đường mòn dành cho người đi xe đạp và đi bộ cùng một công viên giải trí nhỏ có một vòng đu quay lớn.
Đây là nơi tổ chức Festival nhạc Rock tại Nhật Bản, là một sự kiện thường niên được tổ chức vào đầu tháng 8.

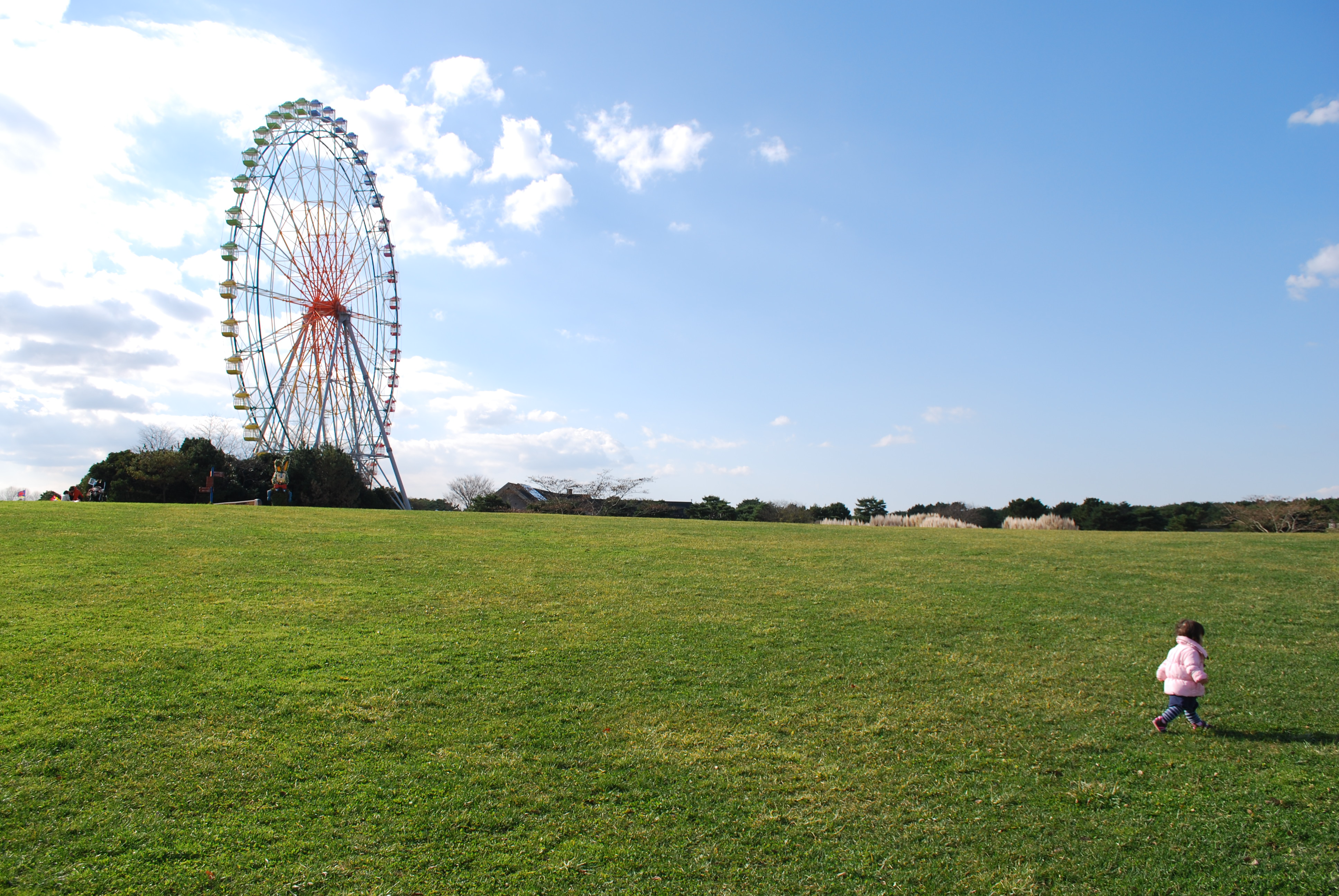
Công viên Hitachi và vòng đu quay lớn
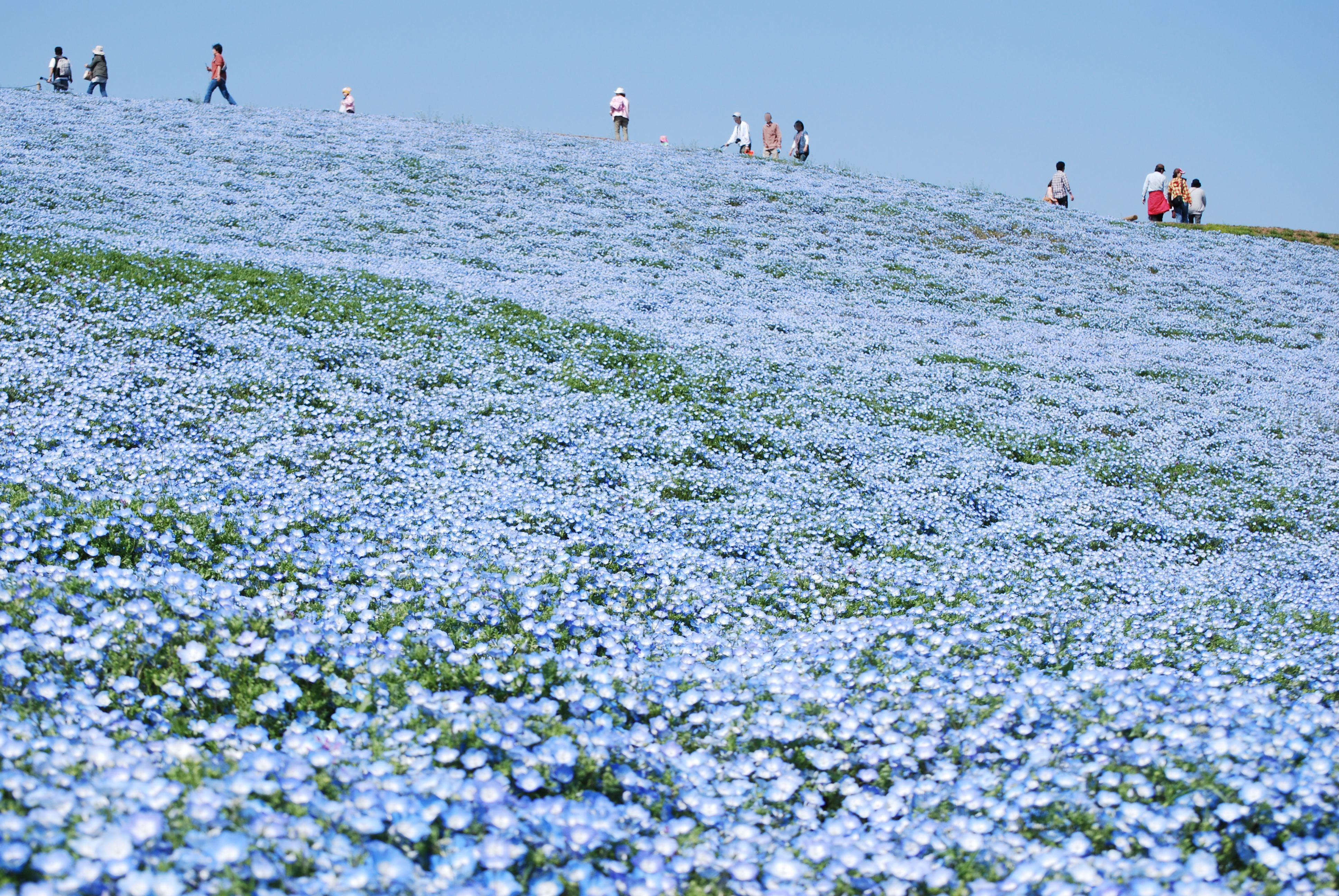
Những bông hoa Nemophila menziesii vào tháng 4
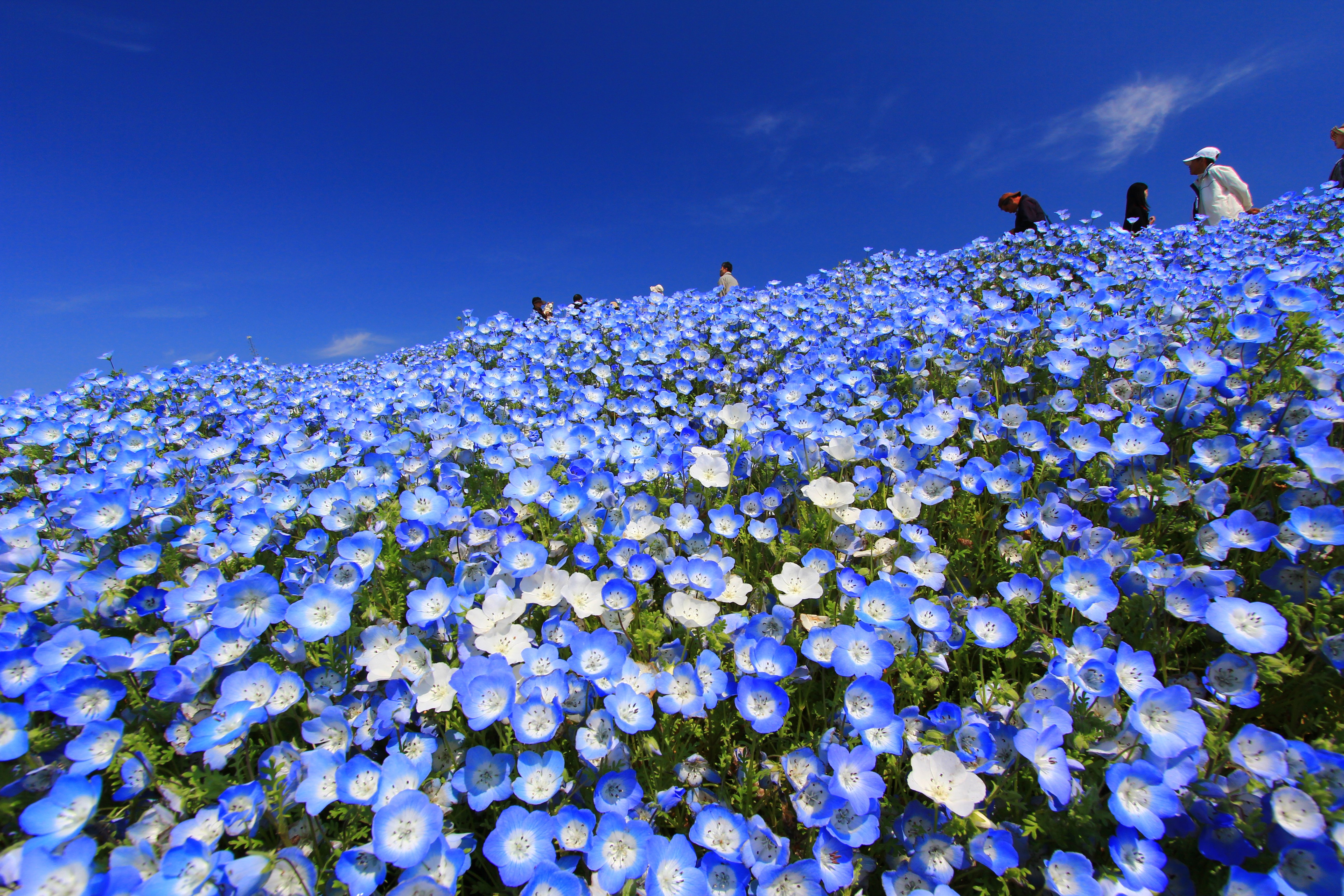
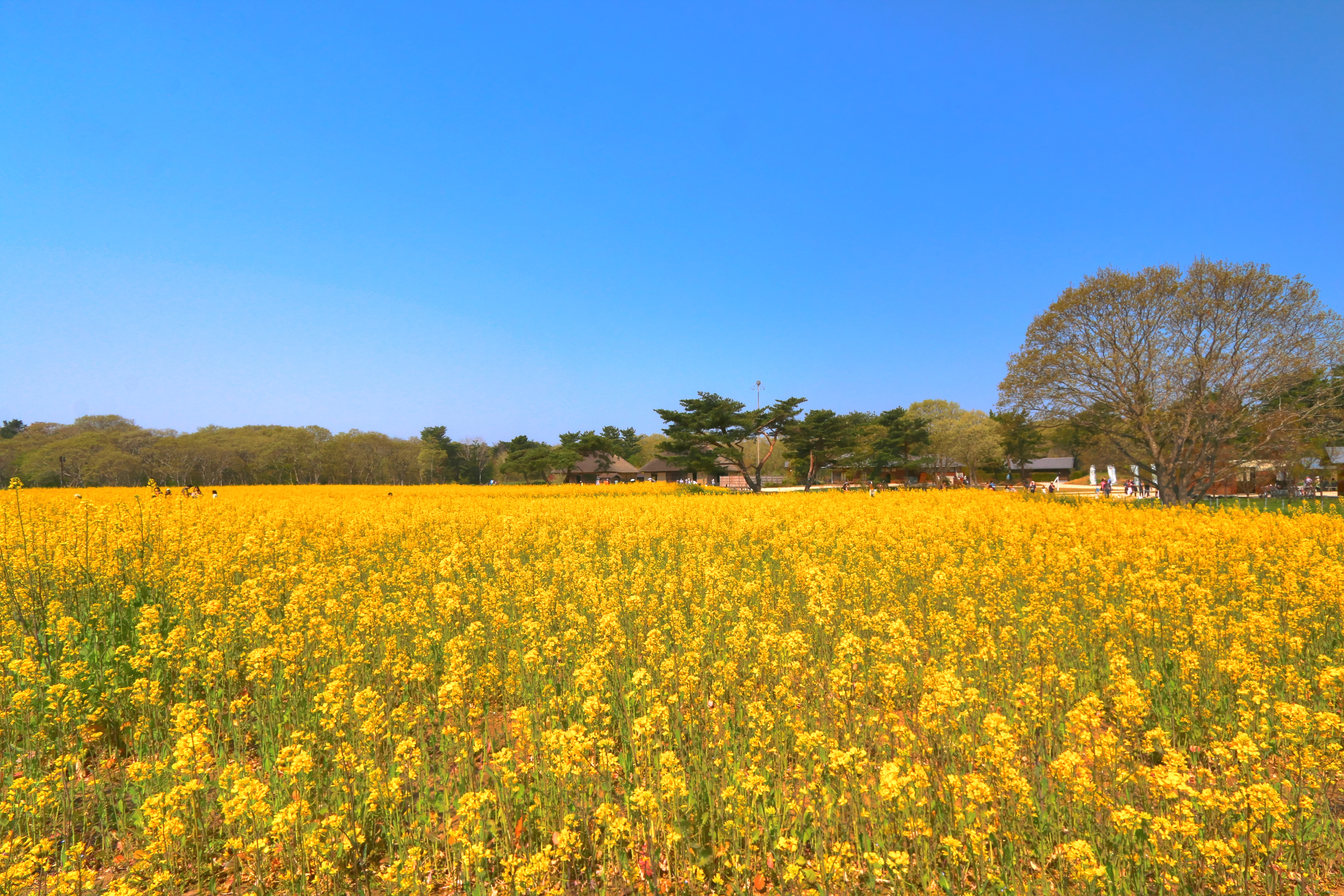
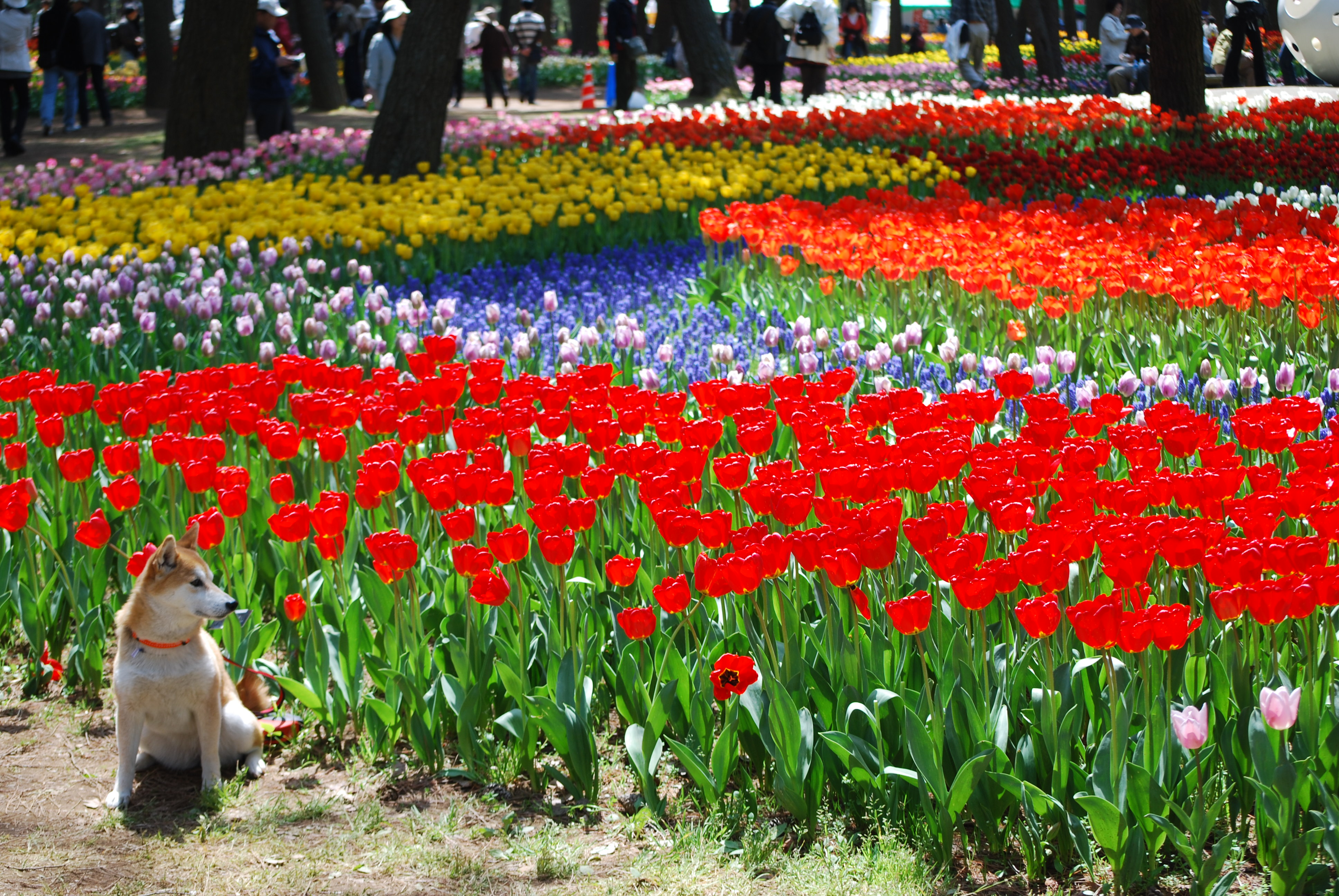
Hoa Tulip vào tháng 4
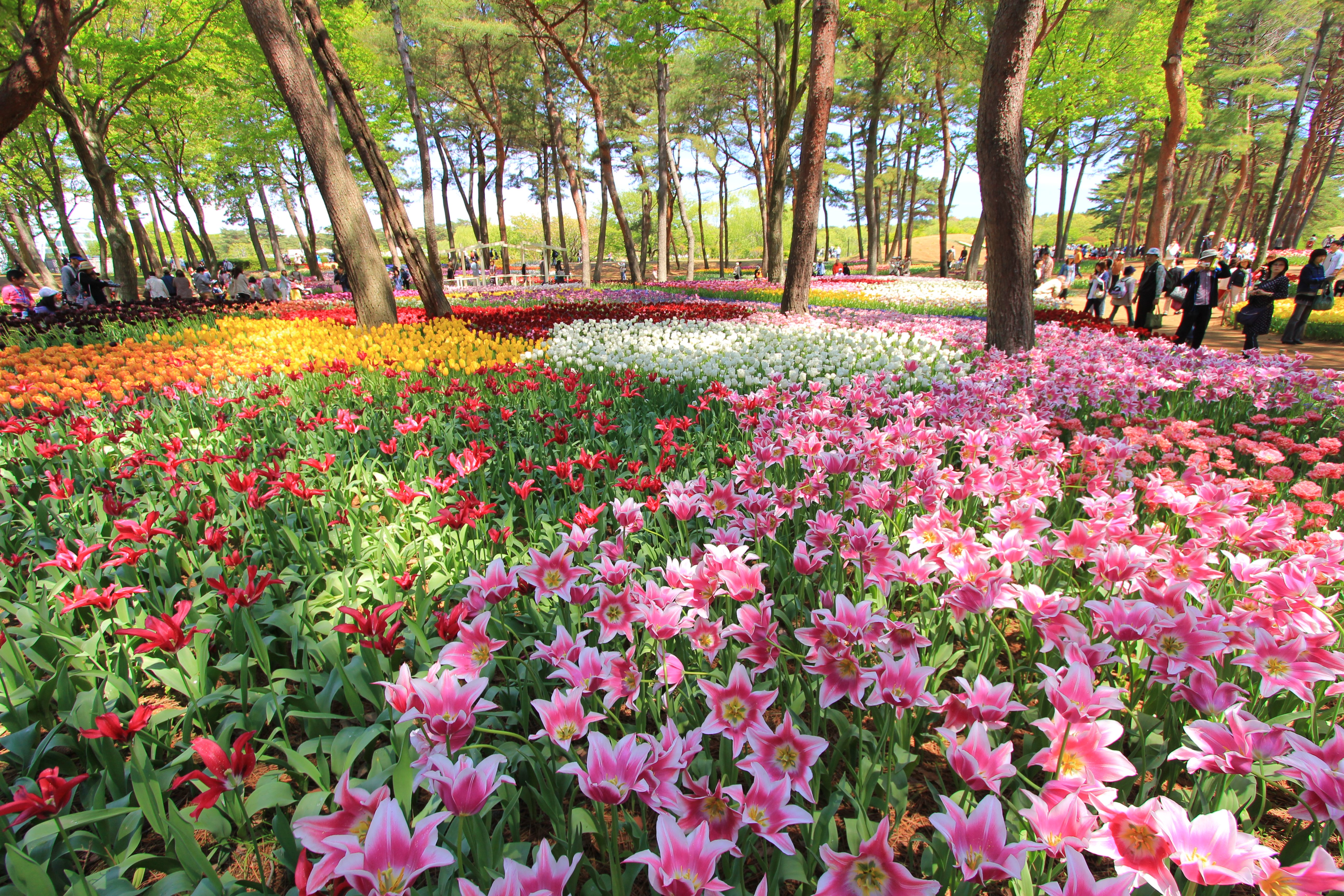
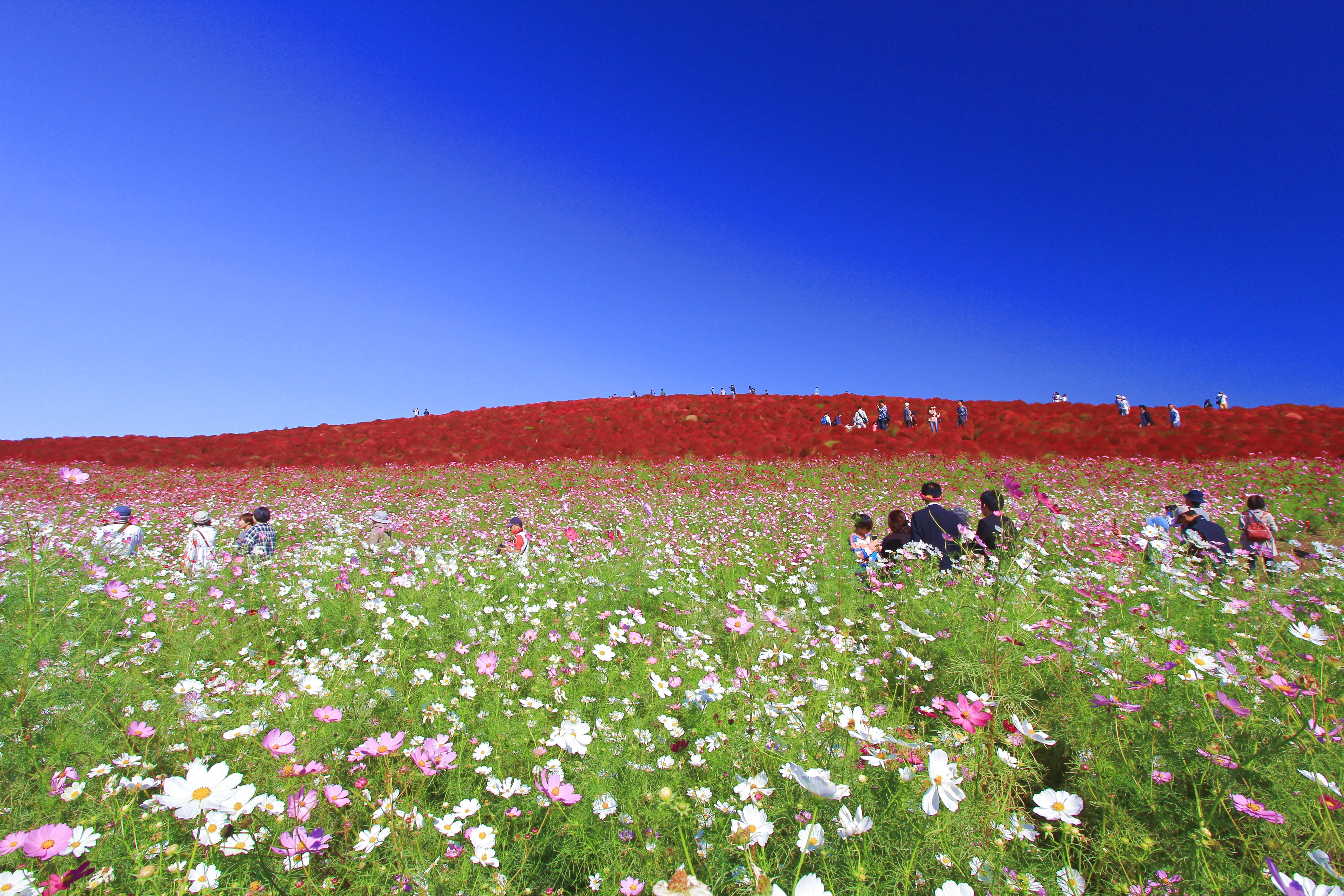
tháng 10
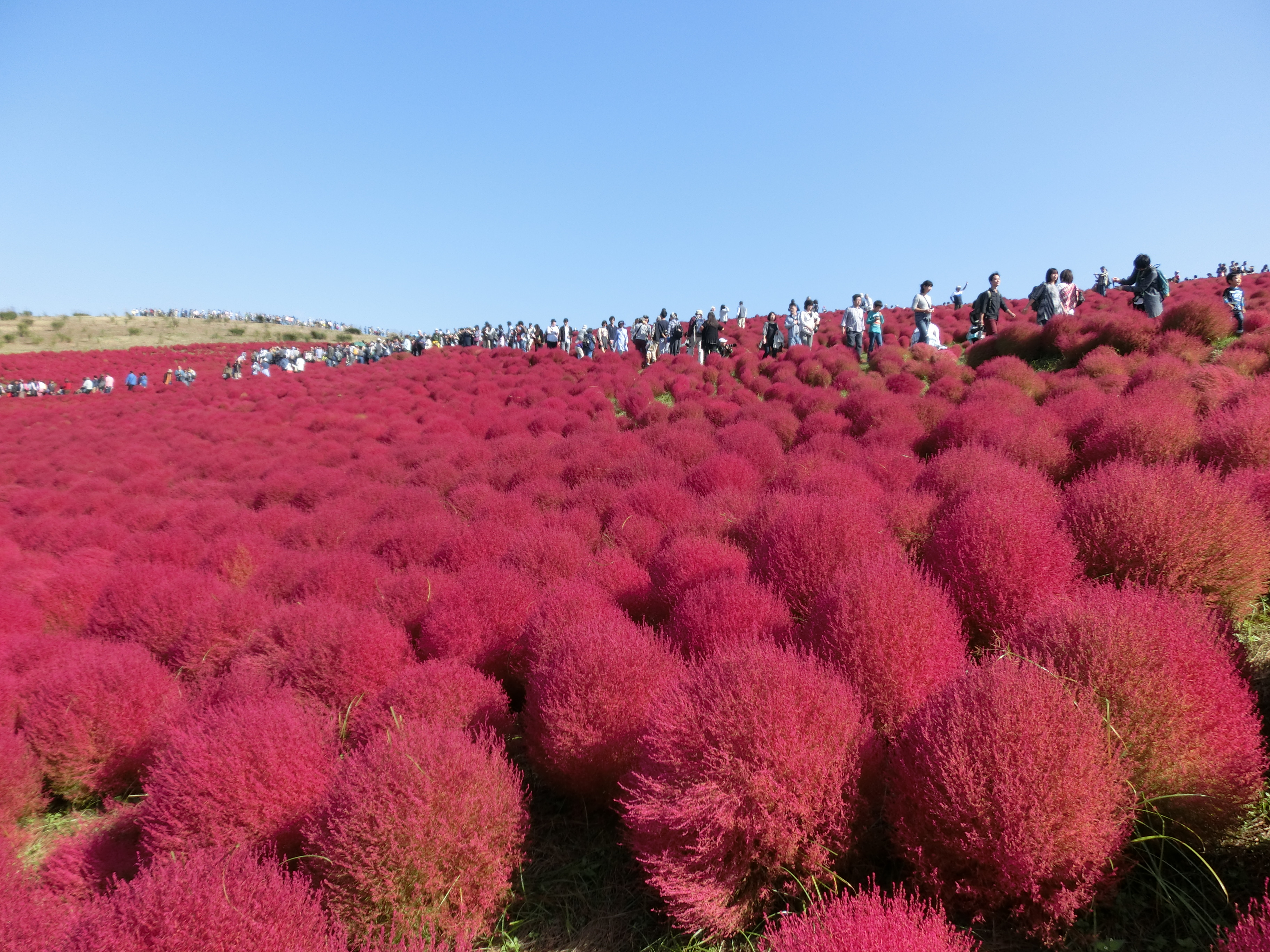
tháng 10
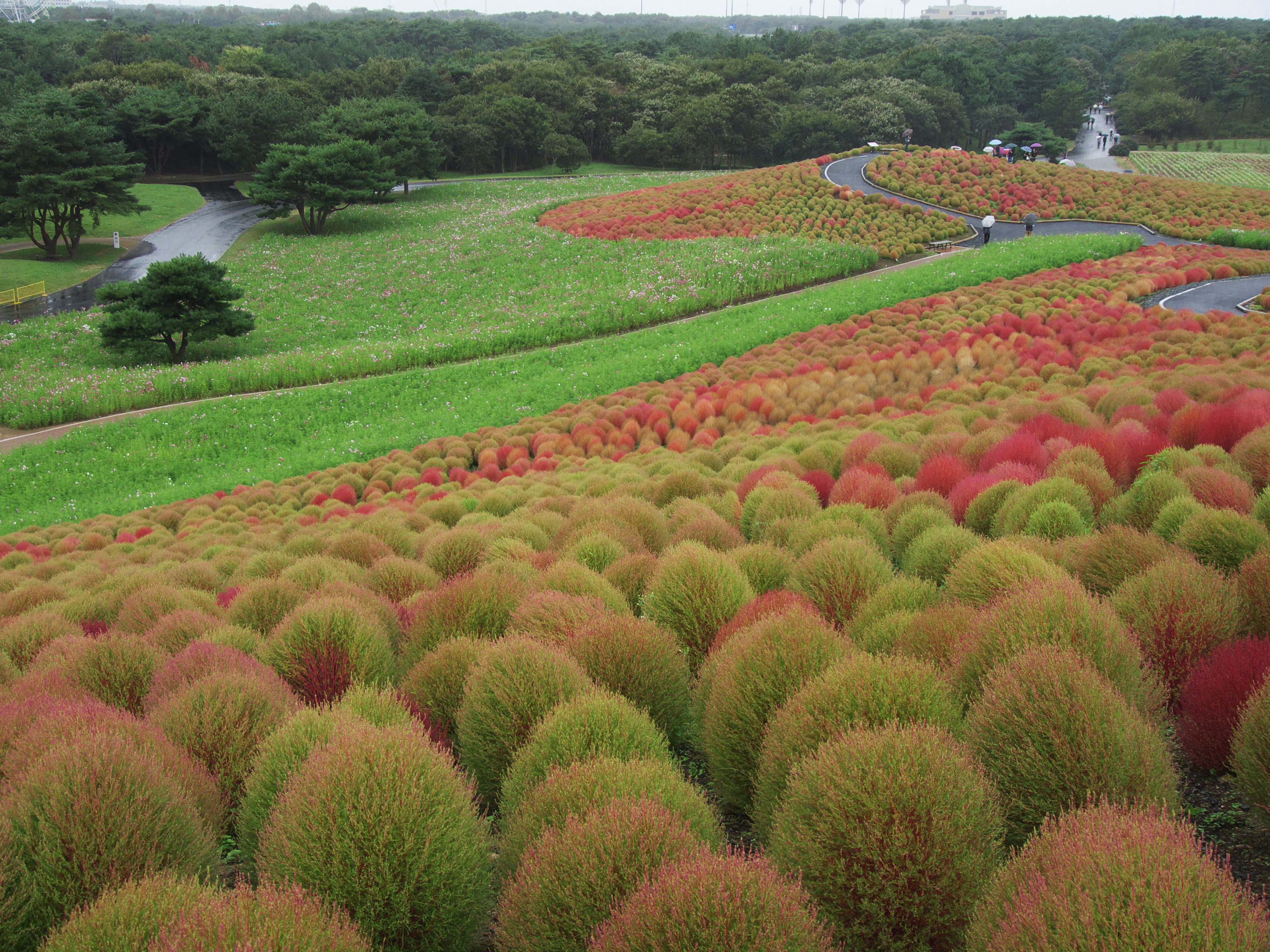
Bassia scoparia nhiều màu sắc vào mùa thu.
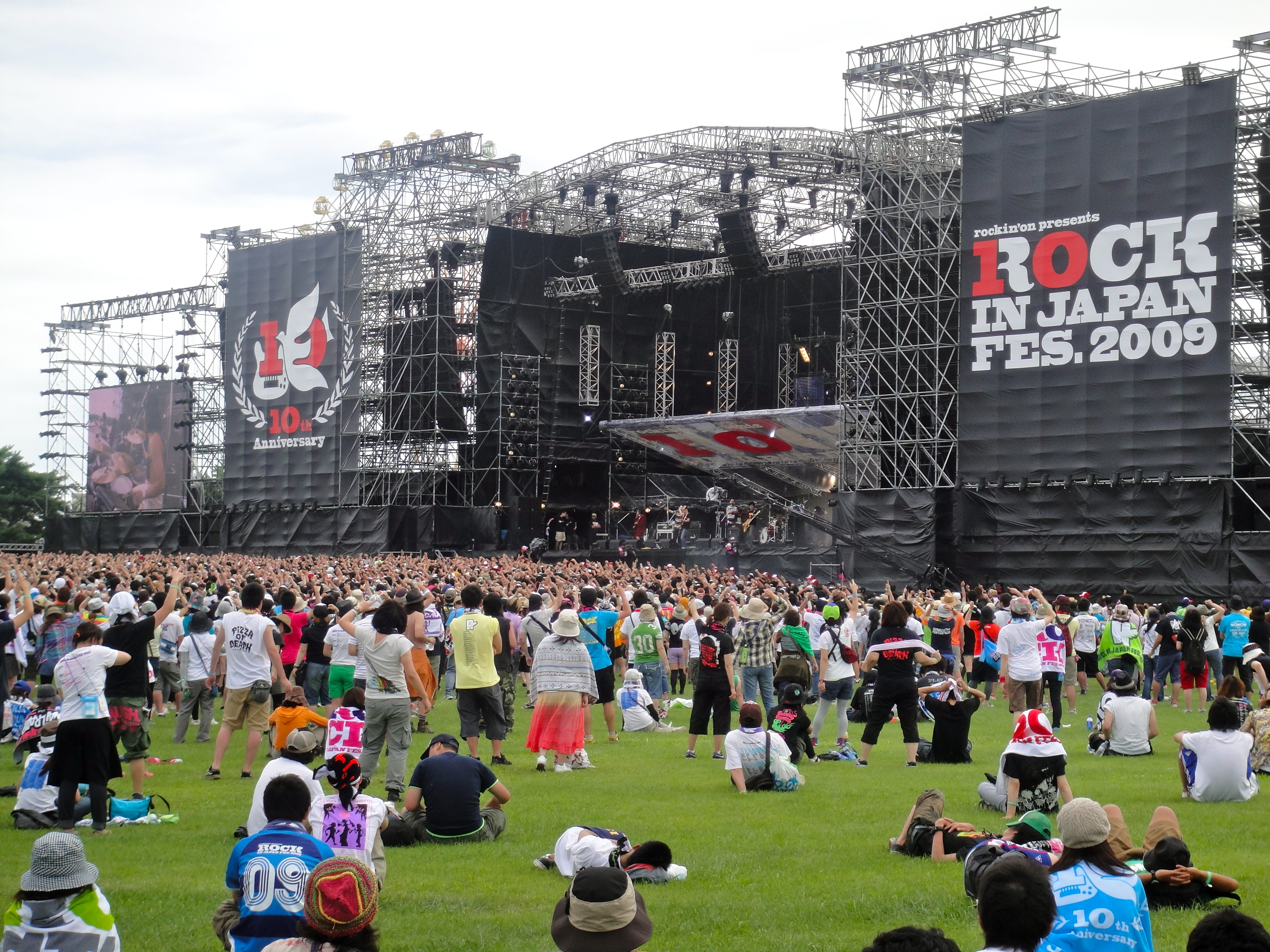
Festival nhạc Rock tại Nhật Bản năm 2009
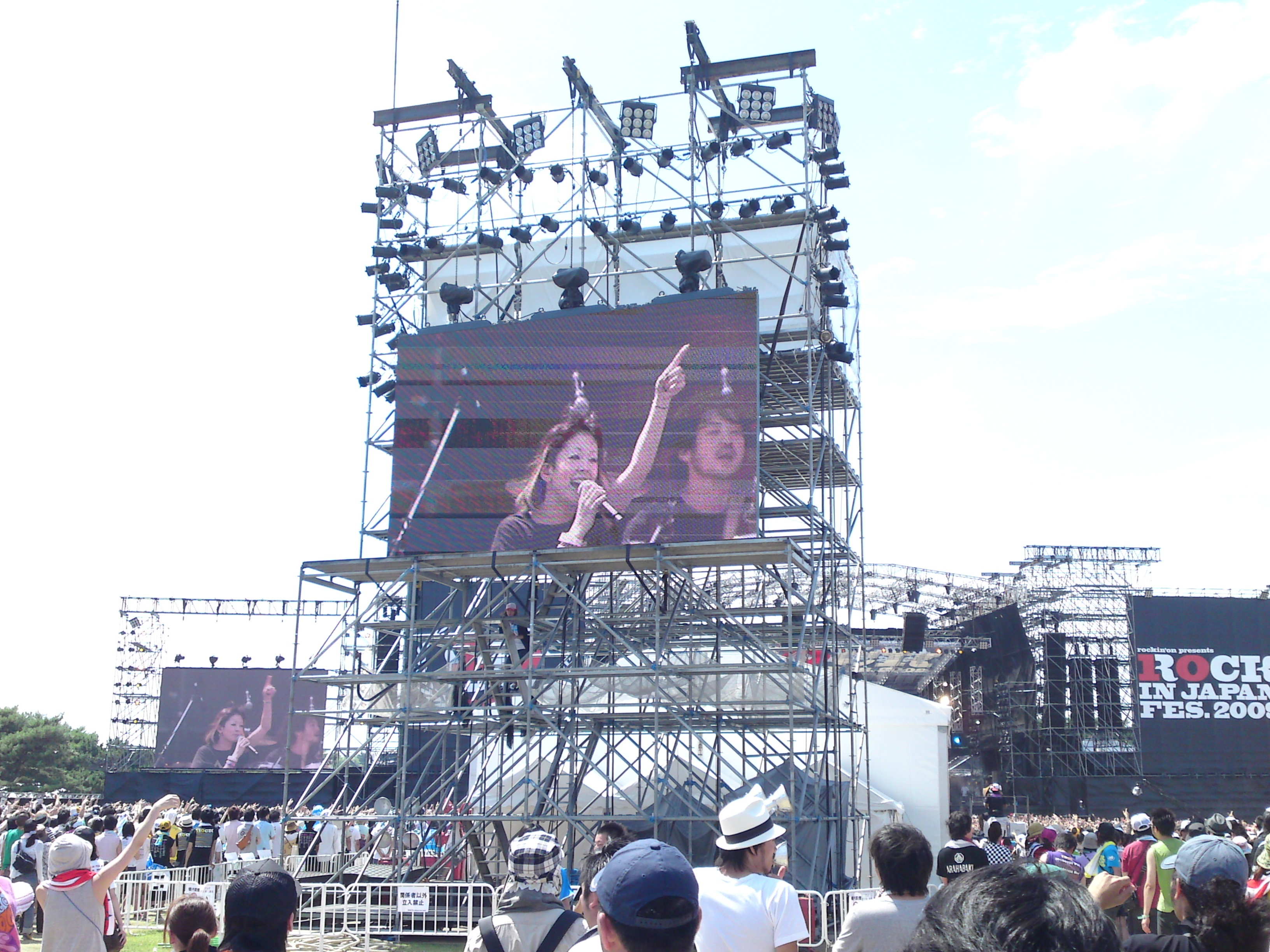
Rock tại Nhật Bản năm 2009